# كولن تون
كولن تون (بالإنجليزية: Colin Toon)‏ هو لاعب كرة قدم بريطاني في مركز ظهير ‏، ولد في 26 أبريل 1940 في New Houghton ‏ في المملكة المتحدة. لعب مع نادي مانسفيلد تاون.